# Moda na década de 1830
A moda ocidental dos anos de 1830 é caracterizada por uma ênfase na largura, inicialmente nos ombros e depois nos quadris, em contraste com as silhuetas mais estreitas que predominaram entre 1800-1820, chamadas genericamente de regência.
Os trajes femininos apresentavam mangas maiores do que as usadas em qualquer período anterior ou posterior, acompanhadas por elaborados penteados e grandes chapéus, com cores vibrantes, vários florais e babados. Os trajes masculinos apresentavam calças folgadas em comparação as décadas anteriores, casacos consideravelmente maiores, com elaborados cortes na gola.
Os resquícios finais da década de 1830 viram a proliferação de uma nova e revolucionária tecnologia - a fotografia. Consequentemente, a indústria nascente da fotografia de retrato fotográfica preservou para a história algumas raras, mas inestimáveis, primeiras imagens de seres humanos e, portanto, também preservou nossa primeira visão ao vivo da "moda em ação", e seu impacto na vida cotidiana e na sociedade como um todo.
A tendência era predominante no Romantismo de 1820 até meados da década de 1840, com sua ênfase na emoção forte como fonte de inspiração de estética e seu reconhecimento do pitoresco, refletiu-se na moda assim como em outras artes. Itens de vestimentas históricas, incluindo rufos no pescoço, ferronnières (tiaras com joias usadas na testa) e mangas baseadas em estilos de períodos anteriores eram populares.
As inovações como a impressão com rolo em têxteis introduziram novos tecidos para vestidos. Cores ricas como o vermelho turco da década de 1820 ainda eram encontradas em 1830, mas as estampas florais delicadas em tecidos claros eram cada vez mais populares. O novo método eliminou a necessidade de contornos escuros nos designs impressos e novos corantes verdes apareceram em padrões de gramíneas, samambaias e florais. Combinações de florais e listras estavam em alta na moda.
No geral, tanto a moda masculina quanto a feminina mostraram largura nos ombros acima da cintura fina. Os casacos dos homens eram acolchoados nos ombros e no peito, enquanto os ombros das mulheres caíam em mangas bufantes enormes.

## Moda feminina

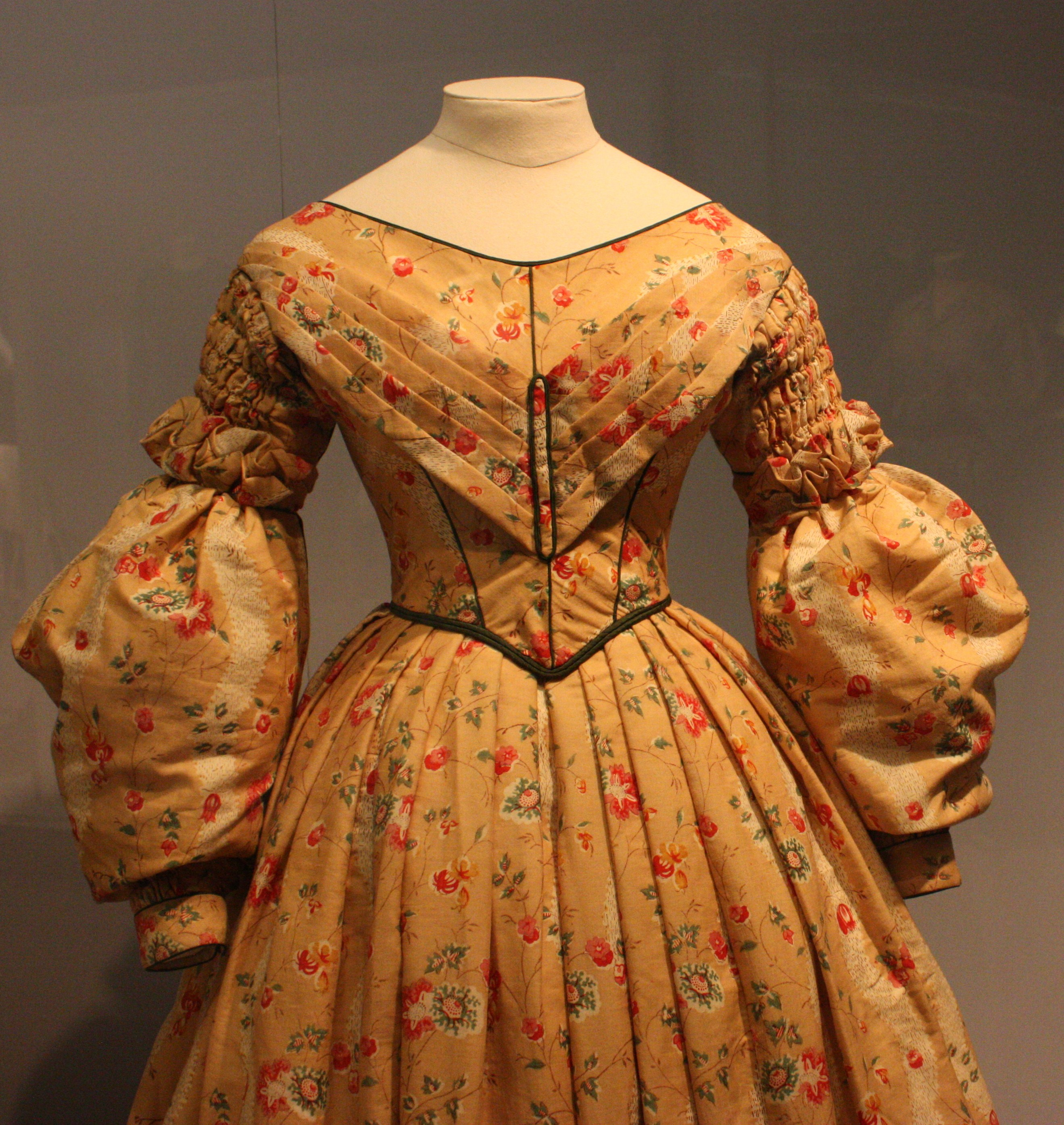
No final da década de 1830, a plenitude estava se movendo das mangas superiores para as inferiores. Este vestido matinal de 1836-40 apresenta um franzido nas mangas justas; Victoria and Albert Museum.

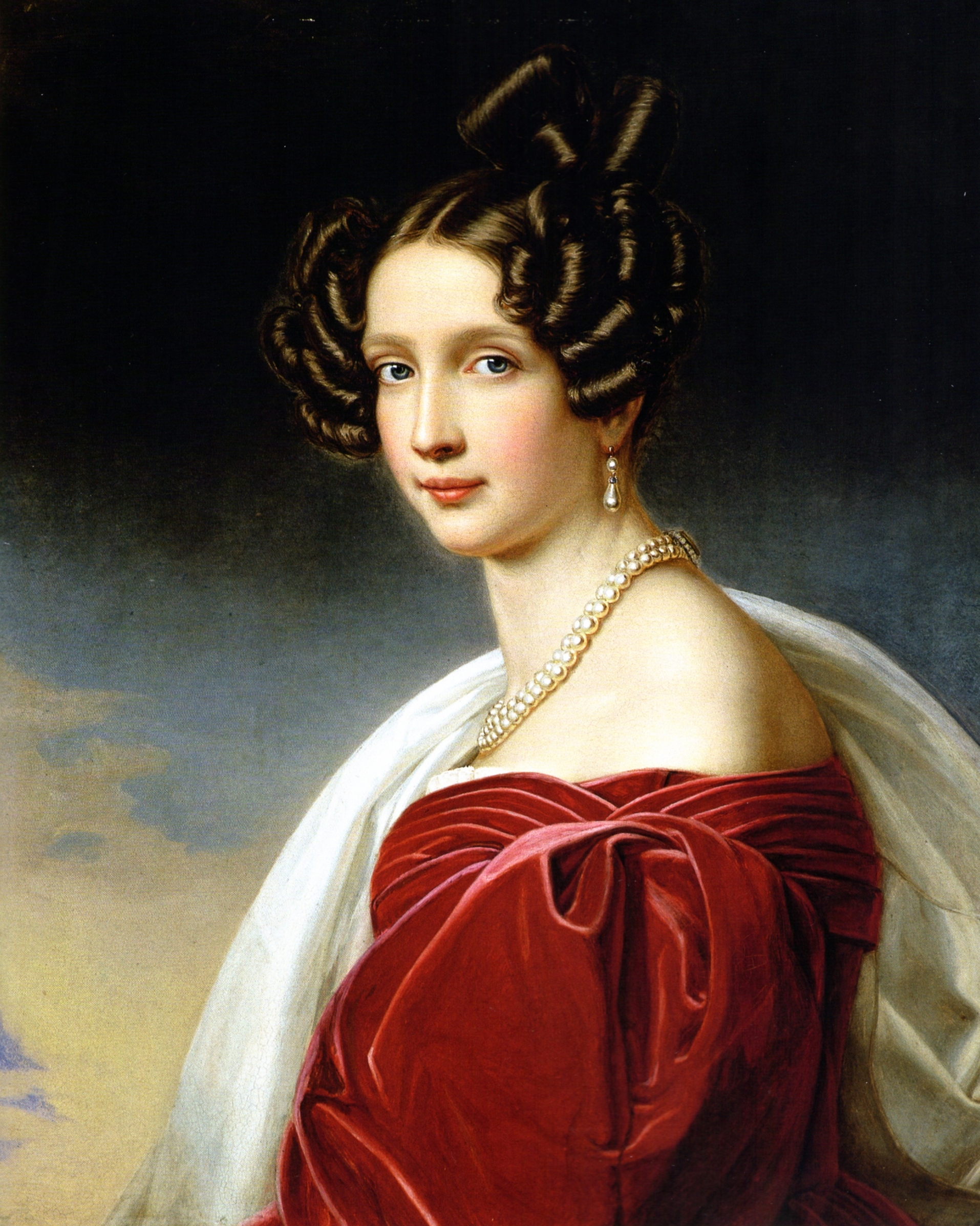
Este retrato mostra os painéis pregueados de tecido que enfeitam o busto e os ombros, e o método de aumentar a plenitude nas mangas grandes. 1832.

### Em geral
Na década de 1830, os estilos de roupas femininas da moda tinham grandes mangas "pernas de carneiro" ou gigot, acima de saias cônicas e largas, de preferência com cintura estreita e baixa, obtida por meio de uma combinação de espartilho para restringir a cintura, e mangas e saias maiores que faziam a cintura parecer menor em comparação. Tecidos rígidos pesados como os brocados estavam na moda após a simplicidade estética de  moda de 1795–1820, e muitos vestidos do século XVIII foram cortados em novas roupas. Havia ênfase nos ombros caídos e nas mangas largas e cheias na maior parte do braço, com uma pequena bainha no pulso, que são características dos vestidos de dia da década de 1830.
Pelerines e tippets eram coberturas de rendas drapeadas sobre os ombros que também foram populares, sendo uma das vários acessórios de vestuário, junto com mangas cheias na parte superior do braço e decotes largos, para enfatizar os ombros e largura.

### Vestidos
A figura feminina da moda, com seus ombros caídos, busto arredondado, cintura estreita e quadris cheios, era enfatizada de várias maneiras com o corte e o acabamento dos vestidos. Por volta de 1835, a cintura fina era acentuada com um cinto largo (uma moda que continuava desde a década de 1820). Posteriormente, a cintura e o diafragma ficaram sem o cinto, mas sim com um corte rente ao corpo, e o corpete começou a se estreitar até chegar a um pequeno ponto na frente da cintura. O espartilho da moda agora tinha divisões para cobrir os seios individualmente, e o mesmo foi estilizado para enfatizar essa forma.
Os vestidos noturnos tinham decotes muito largos e mangas bufantes menores, que iam até o cotovelo a partir de um ombro caído, e eram usados com luvas de comprimento médio. A largura nos ombros era frequentemente enfatizada por painéis de tecido pregueados dispostos horizontalmente sobre o busto e ao redor dos ombros.
Os vestidos matutinos geralmente tinham decotes altos, e a largura dos ombros era enfatizada com tippets ou golas largas que ficavam nas mangas gigot. Os vestidos vespertinos poderiam ter decotes largos e baixos, semelhantes aos vestidos de noite, porém com mangas compridas. As saias eram pregueadas na cintura do corpete e estendidas com anáguas engomadas de linho ou algodão.
Antes de 1835, as saias da moda podiam ser usadas na altura do tornozelo, mas com o passar da década isso saiu de moda.

### Penteados e chapéus

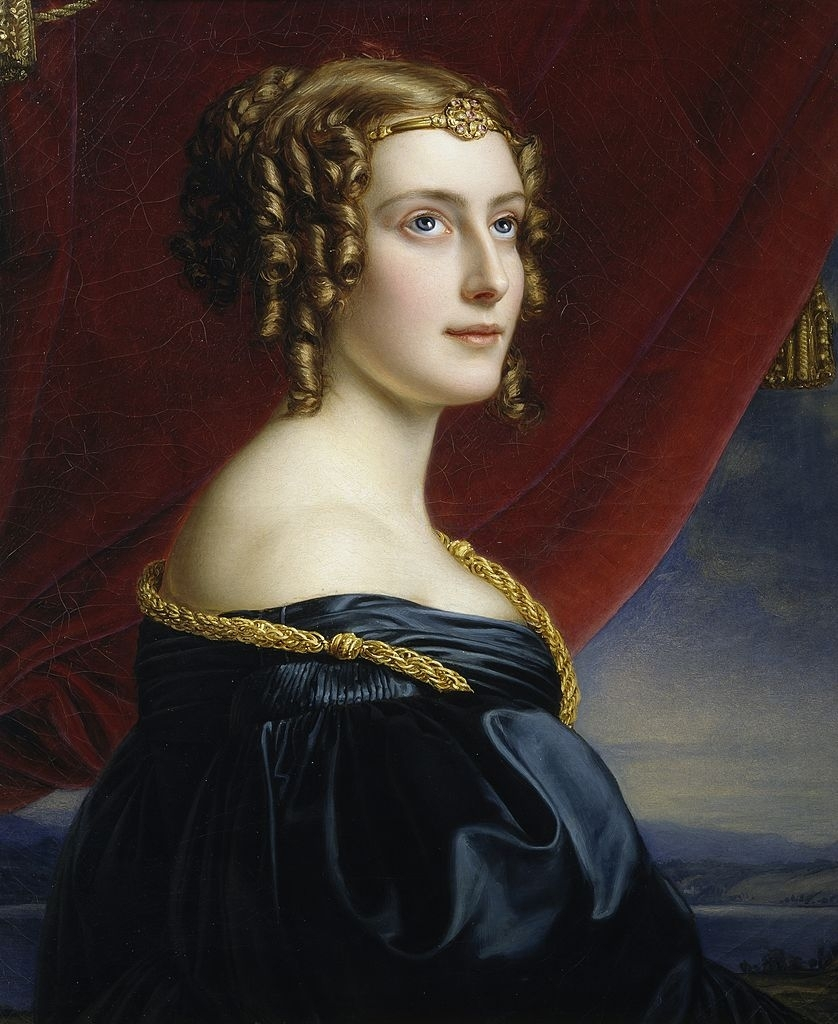
Jane Digby usa o cabelo em cachos espiralados nas laterais. A parte de trás de seu cabelo está trançada e presa à cabeça, 1831.

O cabelo do início da década de 1830 era repartido no centro e penteado em elaborados cachos nas laterais e acima da testa, laços e nós que se estendiam para ambos os lados e para cima a partir do topo da cabeça. As tranças estavam na moda e da mesma forma enroladas em cada orelha e presas em uma espécie de coque alto. Graças a rainha Victoria, durante o final da década por volta de 1837 os cachos elaborados foram saindo da moda, substituídos por enrolados mais uniformes e longos.
Gorros (bonnet) com abas semicirculares largas emolduravam o rosto para uso na rua e eram fortemente decorados com enfeites, fitas e penas, e ocasionalmente por joias.
As mulheres casadas usavam um gorro de linho ou algodão para o dia, enfeitado com rendas, fitas e babados amarrado sob o queixo. O gorro era usado sozinho dentro de casa, e sob uma touca para o uso na rua. Ao contrário, as moças jovens com menos de 15 anos poderiam usar seus cabelos soltos, apesar de grande maioria na época preferir predominantemente um cabelo curto.
Para usar à noite, enfeites de cabelo incluindo pentes, alfinetes, fitas, flores, ramos e joias eram usados; outras opções incluíam-se boinas se turbantes.

### Roupas intimas
As roupas íntimas femininas consistiam em uma camisola de linho que ia até o joelho com mangas retas na altura do cotovelo. Um espartilho com barbatanas comprimia a cintura, era posto uma vareta de madeira ou metálica entre os seios para comprimir a barriga. As saias eram mantidas em forma por camadas de anáguas amarradas um pouco acima da altura natural da cintura, enrijecidas com pregas e cordões. As mangas cheias eram sustentadas por suportes de manga com enchimento de tecidos internos.

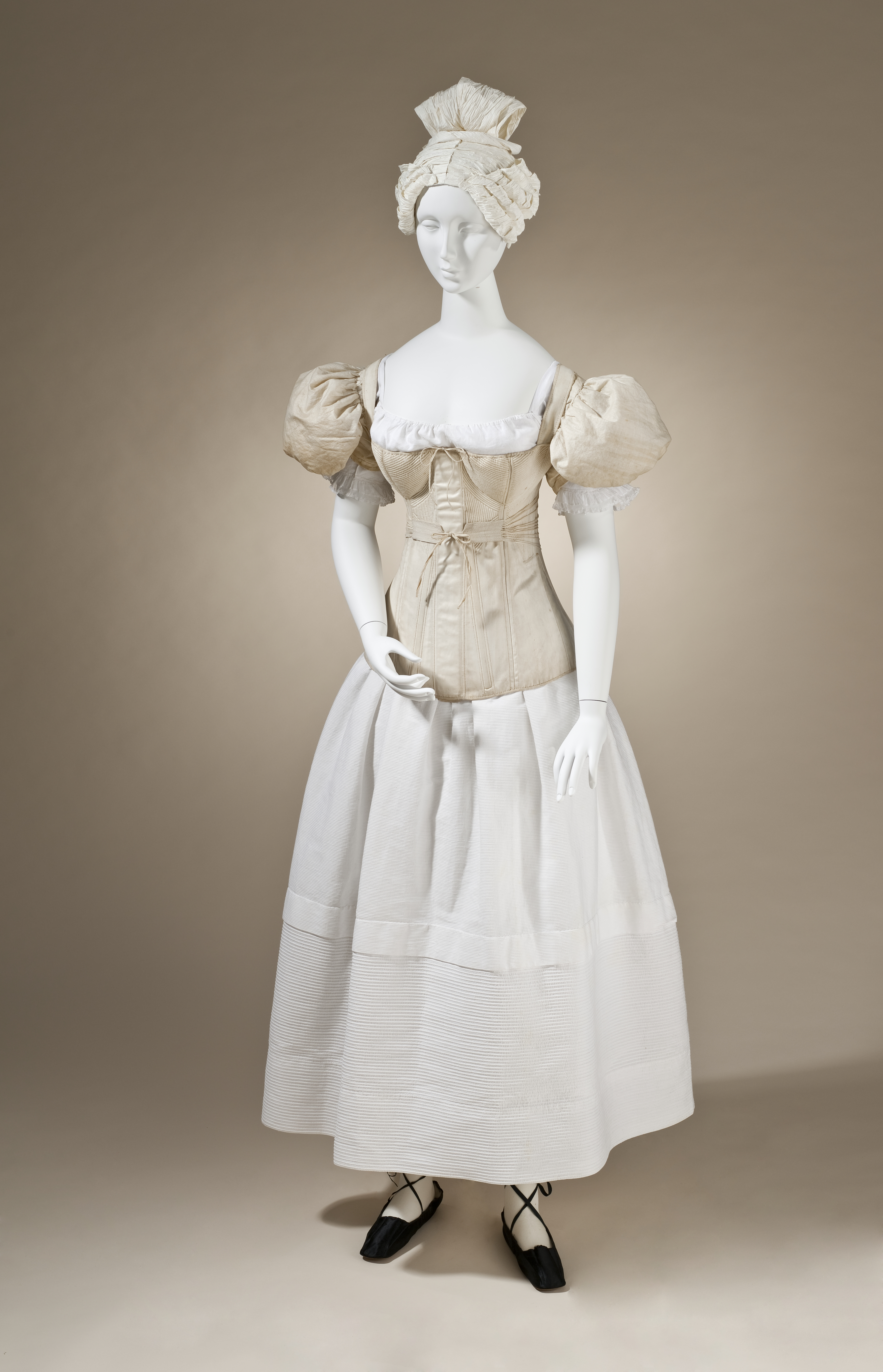
Suportes, espartilho, chemise e anágua dos anos 1830, Los Angeles County Museum of Art.

### Casacos
Nos vestidos de montaria, consistia em uma jaqueta de gola alta e cintura justa com os ombros largos e mangas gigantescas, usada sobre uma camisa de gola alta ou chemisette, com uma saia ou saia longa combinando. Cartolas altas com véus foram usadas.
Os xales eram usados com vestidos de noite de mangas curtas no início da década, mas não eram adequados para as largas mangas gigot de meados da década de 1830.
Mantos longos foram usados por volta de 1836, quando os mantos tornaram-se mais curtos. Um mantelete ou manto-xale era uma vestimenta em forma de cruz entre um xale e um manto, com pontas penduradas na frente. O burnous era um manto com capuz, batizado com o nome de uma vestimenta semelhante da Arábia. O paletot era na altura dos joelhos, com três golas de capa e fendas para os braços, e o pardessus era um casaco de meio ou três quartos com cintura e mangas definidas.
Para a noite, mantos volumosos de veludo ou cetim, com enfeites de pele ou forros de pele em climas frios, eram usados com o vestido durante a noite. 